# نهر ميزوري

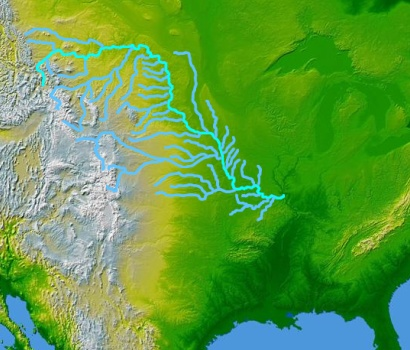
نهر ميزوري

نهر ميزوري (Missouri River) هو نهر في الولايات المتحدة الغربية. وهو رافد من نهر الميسيسيبي، وأطول منه. يعد في الحقيقة النهر الأطول في أمريكا الشمالية. يتدفق ميزوري في أغلب مساراته عبر السهول الكبرى، وهي واحدة من أجف الأجزاء في أمريكا الشمالية.
مصدر نهر ميزوري في جبال الروكي، في ولاية مونتانا. يتدفق ميزوري شرقا، عبر مونتانا، إلى جنوب الحدود مع كندا. يدخل ولاية داكوتا الشمالية وبعد ذلك يتجه جنوبا، ويتدفق عبر داكوتا الجنوبية. ثم يجري على طول آيوا، و نبراسكا، و ميزوري، و كانزاس.
بالقرب من كانزاس سيتي، يتجه النهر شرقا إلى ولاية ميزوري. يتدفق شرقا عبر الولاية، ثم ينضم إلى ميسيسيبي شمال مدينة سينت لويس، ميزوري. ميزور كان مهماً جداً بالنسبة للأمريكيين الأصليين الذين عاشوا في السهول الكبرى، كما كان مهما جدا أيضا في تاريخ الولايات المتحدة. استعمل ميزوري كطريق لبعثة لويس وكلارك بين عامي 1804 و1806.
في القرن التاسع عشر، أصبح ميزوري مهما جدا كطريق للنقل. يلقب النهر "بالوحل الكبير"، لأنه يحتوي على الكثير من الغرين. لميزوري العديد من الروافد المهمة، منها: نهر يلوستون، و نهر بلات، و نهر كانزاس ، و نهر ماديسون ونهر غالاتن وتبدأ هذه الأنهار على شكل جداول صغيرة متدفقة من أعالي جبال الروكي في مونتا ووبروفبج ثم تلتقي ونكون نهر ميزوري قرب ثري فوركمس في مونتننا.
وقد عُرف تهر ميزوري منذ زمن طويل بكثرة الوحل والطين العالق بمياهه لدرجة أن القدماء أطلقوا عليه اسم الموحل الكبير وسمي النهر بهذا الاسم نسبة إلى قبائل ميزوري الهندية التي سكنت بالقرب من مصبه، ونهر ميزوري صالح للملاحة وقد حدثت في أواسط القرن العشرين فيضانات مدمرة على طول مجرى النهر لكن السدود الضخمة التي بنيت على مجرى النهر الأوسط والسدود الصغرى التي أقيمت على فروعه قللت من أخطار هذه الفيضانات وتعد هذه السدود قلب مشروع حوض نهر ميزوري بالإضافة إلى ذلك فهناك مشروع التحكم في الفيضانات وتوليد الطاقة الكهربائية و الري التي شيدت .